# Liste der Nintendo-Switch-Spiele/U
| Titel                                          | Entwickler                  | Herausgeber                                      | Genre                      | Handel | Veröffentlichung D/A/CH                 |
| ---------------------------------------------- | --------------------------- | ------------------------------------------------ | -------------------------- | ------ | --------------------------------------- |
| Ubermosh: Black                                | QUByte Interactive          | QUByte Interactive                               | Shoot ’em up               | Nein   | 30. Juni 2020                           |
| Ubermosh: Omega                                | QUByte Interactive          | QUByte Interactive                               | Shoot ’em up               | Nein   | 21. Feb. 2020                           |
| Ubermosh: Santicide                            | QUByte Interactive          | QUByte Interactive                               | Shoot ’em up               | Nein   | 6. Okt. 2020                            |
| Ubongo                                         | Nementic Games              | United Soft Media                                | Brettspiel                 | Ja     | 8. Apr. 2020 Retail: Jan. 2021          |
| Uchu Shinshuchu                                | Success                     | Success                                          | Action                     | Nein   | 18. März 2021                           |
| UglyDolls: Ein makelhaftes Abenteuer           | Well Played                 | Outright Games                                   | Adventure                  | Ja     | 27. Sep. 2019                           |
| Ultimate Bumper Cars: Autoscooter              | ogsoftgames                 | ogsoftgames                                      | Rennspiel, Party           | Nein   | 20. Aug. 2021                           |
| Ultimate Chicken Horse                         | Clever Endeavour Games      | Clever Endeavour Games                           | Jump ’n’ Run               | Nein   | 25. Sep. 2018                           |
| Ultimate Custom Night                          | Scott Cawthon               | Clickteam                                        | Survival Horror            | Nein   | 4. Mai 2021                             |
| Ultimate Fishing Simulator                     | Storm Trident               | Forever Entertainment                            | Simulation                 | Nein   | 27. Aug. 2020                           |
| Ultimate Racing 2D                             | Applimazing                 | Applimazing                                      | Rennspiel                  | Nein   | 6. Jan. 2020                            |
| Ultimate Runner                                | Raylight Games              | Treva Entertainment Retail: Markt+Technik Verlag | Jump ’n’ Run               | Ja     | 6. Dez. 2018 Retail: 17. Januar 2019    |
| Ultimate Ski Jumping 2020                      | Blue Sunset Games           | Forever Entertainment                            | Sportsimulation            | Nein   | 19. März 2020                           |
| Ultra Age                                      | Next Stage, Visual Dart     | Dangen Entertainment                             | Adventure, Action          | Nein   | 9. Sep. 2021                            |
| Ultra Foodmess                                 | Painful Smile               | Silesia Games                                    | Party                      | Nein   | 6. Aug. 2020                            |
| Ultra Hat Dimension                            | Kitsune Games               | Ratalaika Games                                  | Adventure, Puzzle          | Nein   | 17. Juli 2020                           |
| Ultra Hyperball                                | Springloaded                | Springloaded                                     | Party                      | Nein   | 28. Juli 2017                           |
| Ultra Off-Road 2019: Alaska                    | IceTorch Interactive        | Ultimate Games                                   | Rennspiel                  | Nein   | 25. Okt. 2019                           |
| Ultra Space Battle Brawl                       | Mojiken Studio              | Toge Productions                                 | Sportsimulation            | Nein   | 5. Juli 2018                            |
| Ultra Street Fighter II: The Final Challengers | Capcom                      | Capcom                                           | Kampfspiel                 | Ja     | 26. Mai 2017                            |
| Ultracore                                      | EA DICE                     | ININ Games Retail: Strictly Limited Games        | Shoot ’em up               | Ja     | 23. Juni 2020 Retail: 30. Juni 2019     |
| UltraGoodness 2                                | Rasul Mono                  | Ratalaika Games                                  | Shoot ’em up               | Nein   | 12. Feb. 2021                           |
| Ultrawings                                     | Bit Planet Games            | Bit Planet Games                                 | Adventure, Flugsimulation  | Nein   | 28. März 2019                           |
| Umihara Kawase BaZooKa!                        | Success, Studio Saizensen   | ININ Games                                       | Kampfspiel                 | Nein   | 29. Sep. 2020                           |
| Umihara Kawase Fresh!                          | Success, Studio Saizensen   | Nicalis                                          | Jump ’n’ Run               | Nein   | 18. Juli 2019                           |
| Umurangi Generation Special Edition            | Origame Digital             | Origame Digital                                  | Adventure                  | Nein   | 5. Juni 2021                            |
| Unavowed                                       | Wadjet Eye Games            | Wadjet Eye Games                                 | Adventure                  | Nein   | 7. Juli 2021                            |
| Unblock Brick                                  | Alcyone Studio              | Alcyone Studio                                   | Puzzle                     | Nein   | 18. März 2021                           |
| Unbox: Newbie’s Adventure                      | Prospect Games              | Merge Games                                      | Jump ’n’ Run               | Ja     | 11. Okt. 2017 Retail: 16. November 2017 |
| Unbound: Worlds Apart                          | Alien Pixel Studio          | Alien Pixel Studio                               | Jump ’n’ Run               | Nein   | 28. Juli 2021                           |
| Uncanny Valley                                 | Cowardly Creations          | Digerati                                         | Adventure, Survival Horror | Nein   | 25. Dez. 2018                           |
| Uncharted Tides: Port Royal                    | Artifex Mundi               | Artifex Mundi                                    | Adventure, Puzzle          | Nein   | 20. Feb. 2020                           |
| Undead & Beyond                                | Ominous Entertainment       | Ultimate Games                                   | Shooter                    | Nein   | 30. Mai 2020                            |
| Undead Battle Royale                           | SAT-BOX                     | SAT-BOX                                          | Battle Royale              | Nein   | 20. Mai 2021                            |
| Undead Darlings ~no cure for love~             | Mr. Tired Media             | Sekai Games                                      | Adventure, Rollenspiel     | Nein   | 30. Sep. 2020                           |
| Undead Horde                                   | 10tons                      | 10tons                                           | Adventure, Rollenspiel     | Nein   | 15. Mai 2019                            |
| Undead’s Building                              | Double Drive                | Double Drive                                     | Puzzle                     | Nein   | 28. März 2019                           |
| Under Leaves                                   | Circus Atos                 | RedDeerGames                                     | Puzzle                     | Nein   | 25. Feb. 2021                           |
| Under Night In-Birth Exe:Late[cl-r]            | Arc System Works            | PQube                                            | Kampfspiel                 | Ja     | 21. Feb. 2020                           |
| Under the Jolly Roger                          | HeroCraft                   | HeroCraft                                        | Adventure                  | Nein   | 3. Sep. 2020                            |
| Under: Depths of Fear                          | Rogue Games                 | Rogue Games                                      | Adventure                  | Nein   | 17. März 2021                           |
| UnderHero                                      | Paper Castle Games          | Digerati                                         | Rollenspiel                | Nein   | 27. Feb. 2020                           |
| Underland                                      | QUByte Interactive          | QUByte Interactive                               | Jump ’n’ Run               | Nein   | 30. Sep. 2021                           |
| UnderMine                                      | Thorium Entertainment       | Thorium Entertainment                            | Roguelike                  | Nein   | 11. Feb. 2021                           |
| Undertale                                      | Toby Fox                    | 8-4                                              | Rollenspiel                | Ja     | 18. Okt. 2018                           |
| Unepic                                         | Francisco Téllez de Meneses | unepic fran                                      | Rollenspiel                | Nein   | 15. Dez. 2017                           |
| Unexplored: Unlocked Edition                   | Nephilim Game Studios       | Digerati                                         | Roguelike                  | Nein   | 9. Aug. 2018                            |
| Unforeseen Incidents                           | Backwoods Entertainment     | Ashgames                                         | Point-and-Click-Adventure  | Nein   | 27. Jan. 2022                           |
| Unhatched                                      | SONKA                       | SONKA                                            | Strategie                  | Nein   | 13. Nov. 2020                           |
| Unholy Heights                                 | mebius.                     | mebius.                                          | Tower Defense              | Nein   | 29. März 2018                           |
| Uni                                            | Game Museum                 | Game Museum                                      | Party                      | Nein   | 28. März 2019                           |
| Unicornicopia                                  | Pocket Money Games          | Pocket Money Games                               | Puzzle                     | Nein   | 3. Jan. 2019                            |
| Unit 4                                         | Gamera Interactive          | QubicGames                                       | Adventure, Jump ’n’ Run    | Nein   | 15. März 2019                           |
| Unitied                                        | Peter Hijma                 | Peter Hijma                                      | Puzzle                     | Nein   | 25. Juni 2020                           |
| Unknown Fate                                   | Marslit Games               | Marslit Games                                    | Adventure, Jump ’n’ Run    | Nein   | 5. März 2019                            |
| Unlock The King                                | QUByte Interactive          | QUByte Interactive                               | Brettspiel, Puzzle         | Nein   | 5. März 2020                            |
| Unlock The King 2                              | QUByte Interactive          | QUByte Interactive                               | Brettspiel, Puzzle         | Nein   | 16. Juli 2020                           |
| Unlock The King 3                              | QUByte Interactive          | QUByte Interactive                               | Brettspiel, Puzzle         | Nein   | 29. Sep. 2020                           |
| UnMetal                                        | Versus Evil                 | Versus Evil                                      | Adventure                  | Nein   | 28. Sep. 2021                           |
| Uno                                            | Ubisoft                     | Ubisoft                                          | Kartenspiel                | Nein   | 7. Nov. 2017                            |
| Unpacking                                      | Witch Beam                  | Humble Games                                     | Puzzle                     | Nein   | 2. Nov. 2021                            |
| Unrailed!                                      | Indoor Astronaut            | Daedalic Entertainment Retail: Super Rare Games  | Party                      | Ja     | 23. Sep. 2020 Retail: 15. Apr. 2021     |
| Unravel Two                                    | ColdWood Interactive        | Electronic Arts                                  | Jump ’n’ Run               | Ja     | 22. März 2019                           |
| Unreal Life                                    | Hako Life                   | SelectaVision                                    | Adventure                  | Nein   | 3. Dez. 2021                            |
| Unruly Heroes                                  | Magic Design Studios        | Magic Design Studios                             | Jump ’n’ Run, Kampfspiel   | Nein   | 23. Jan. 2019                           |
| Unsighted                                      | Studio Pixel Punk           | Humble Games                                     | Rollenspiel                | Nein   | 30. Sep. 2021                           |
| Unspottable                                    | GrosChevaux                 | GrosChevaux                                      | Kampfspiel, Party          | Nein   | 21. Jan. 2021                           |
| Unstrong: Space Calamity                       | Origamihero Games           | Origamihero Games                                | Adventure                  | Nein   | 7. Dez. 2021                            |
| Untitled Goose Game                            | House House                 | Panic                                            | Simulation, Puzzle         | Ja     | 20. Sep. 2019 Retail: 29. Sep. 2020     |
| Unto the End                                   | 2 Ton Studios               | Big Sugar                                        | Action-Adventure           | Nein   | 17. Dez. 2020                           |
| Uoris DX                                       | Temo                        | Regista                                          | Puzzle                     | Nein   | 30. Jan. 2020                           |
| Up Cliff Drive                                 | 11Sheep                     | 11Sheep                                          | Rennspiel                  | Nein   | 24. Juli 2020                           |
| Urban Flow                                     | Baltoro Games               | Baltoro Games                                    | Puzzle                     | Nein   | 26. Juni 2020                           |
| Urban Street Fighting                          | Pix Arts                    | Pix Arts                                         | Kampfspiel                 | Nein   | 6. Feb. 2021                            |
| Urban Trial Playground                         | Teyon                       | Tate Interactive                                 | Rennspiel                  | Ja     | 5. Apr. 2018 Retail: 25. April 2018     |
| Urban Trial Tricky                             | Tate Multimedia             | Tate Multimedia                                  | Rennspiel                  | Nein   | 25. Juni 2020                           |
| US Navy Sea Conflict                           | Pix Arts                    | Pix Arts                                         | Flugsimulation, Shooter    | Nein   | 24. Juli 2021                           |
| Use Your Words                                 | Smiling Buddha Games        | Smiling Buddha Games                             | Party                      | Nein   | 3. Aug. 2017                            |
| Utopia 9 – A Volatile Vacation                 | Whalegun                    | QubicGames                                       | Action-Adventure           | Nein   | 19. Jan. 2019                           |
| Uurnog Uurnlimited                             | Nifflas Games               | Raw Fury                                         | Jump ’n’ Run, Puzzle       | Nein   | 21. Nov. 2017                           |